# Stephen Cottrell
Stephen Geoffrey Cattell SCP (31 de agosto de 1958) es un obispo de la Iglesia de Inglaterra. Desde el 9 de julio de 2020, ha sido arzobispo de York y primado de Inglaterra, el segundo obispo más veterano de la iglesia y el más veterano del norte de Inglaterra. Anteriormente se desempeñó como Obispo de Reading (obispo de área en la Diócesis de Oxford),2004–2010; y como obispo de Chelmsford, 2010–2020.

## Primeros años dé vida
Cottrell nació el 31 de agosto de 1958 en Leigh-on-Sea, Essex. Su hermano, el profesor David Cottrell, es psiquiatra y académico. Fue educado en belfairs High School. Estudió en la Politécnica del Centro de Londres,graduándose con una licenciatura en estudios de medios en 1979. En 1981, entró en St Stephen's House, Oxford para entrenar para la ordenación.

## Ministerio ordenado
Cottrell fue nombrado deácono en Petertide 1984 (1 de julio)y ordenado sacerdote el próximo Petertide (30 de junio de 1985), ambas veces por Ronald Bowlby, obispo de Southwark,en la catedral de Southwark. Su ministerio ordenado comenzó como cura en Christ Church, Forest Hill en la Diócesis de Southwark. De 1988 a 1993, fue sacerdote a cargo de la Iglesia de San Wilfrid, Chichester,y también subdirector de estudios pastorales en el Chichester Theological College. Fue entonces misionero diocesano para la Diócesis de Wakefield y finalmente, (antes de su ordenación al episcopado,) pastor canónico en la Catedral de Peterborough.

## Ministerio episcopal
Cottrell fue nominado obispo de reading el 6 de enero de 2004,después de que Jeffrey John retirara polémicamente su nominación al puesto en 2003. Había sido un partidario del nombramiento original de John. Él dijo de su nominación: "Estoy deseando convertirme en el próximo Obispo de Reading con una mezcla de emoción y temor. Creo que mi trabajo en misión y evangelización me ha preparado bien para los desafíos a los que se enfrenta la iglesia en este nuevo siglo. Espero y ruego que mi amor y comprensión de las diferentes tradiciones de la Iglesia de Inglaterra me permitan ser un foco de unidad en el área episcopal de lectura". Fue consagrado el 4 de mayo de 2004 por Rowan Williams, arzobispo de Canterbury,en la Catedral de San Pablo,después de la confirmación del nombramiento por patente de cartas.
Después de su nominación como obispo de Chelmsford el 22 de marzo de 2010,fue traducido a la sede de Chelmsford el 6 de octubre de 2010. Fue instalado en la Catedral de Chelmsford el 27 de noviembre de 2010. En 2014, se convirtió en Un Señor Espiritual, uno de los 26 obispos diocesanos de alto rango con derecho a sentarse en la Cámara de los Lores; fue presentado el 25 de marzo de 2014. 
El 17 de diciembre de 2019, se anunció que Cottrell sucedería a John Sentamu como Arzobispo de York, Metropolitano de York y Primado de Inglaterra,después de la jubilación de este último en junio de 2020. La posición es la segunda posición clerical más alta en la Iglesia de Inglaterra después de la del Arzobispo de Canterbury, Primado de Toda Inglaterra. La elección canónica de Cottrell se celebró por vid 
eoconferencia el 11 de junio de 2020. La confirmación de su elección,por la que asumió legalmente el cargo, se llevó a cabo el 9 de julio, y su entronización tuvo lugar en York Minster durante un servicio de Evensong el 18 de octubre. 
Por supuesto, Cottrell fue nombrado Consejero Privado el 21 de julio de 2020. Ahora un Señor Espiritual de oficio, fue reintroducdo el 22 de octubre de 2020.

## Vistas
Es miembro de la Sociedad de Sacerdotes Católicos (SCP) y miembro del Catolicismo Afirmante. En diciembre de 2014, fue seleccionado como presidente del movimiento, ocupando el cargo a principios de 2015. 
En 2007, Cottrell se opuso públicamente a la renovación de los sistemas de misiles Trident de Gran Bretaña. El mismo año, su apoyo a las celebraciones eclesiásticas de las relaciones entre personas del mismo sexo fue ampliamente reportado.